# 河村大助 (法曹)
河村 大助（かわむら だいすけ、1893年〈明治26年〉6月2日 - 1985年〈昭和60年〉1月12日）は、日本の弁護士。最高裁判所判事。東京都出身。

## 概要
東京府西多摩郡小河内村（現東京都西多摩郡奥多摩町）で生まれた。1919年（大正8年）に日本大学法学部を卒業。1922年（大正11年）に弁護士になった。司法省の弁護士考試委員、司法研修所教官、司法修習生考査試験委員会臨時委員などを務めたが、殆ど在野法曹であった。
民事が専門で、三越、日本電気の顧問もして、保全経済会事件の和議申立人などもした。
1956年（昭和31年）11月22日に最高裁判所判事となる。最高裁判事就任の抱負について「判決を書いたことはない。ただ努力あるのみ」と語った。1958年（昭和33年）5月22日執行の最高裁判所裁判官国民審査において罷免を可とする票3,293,746票、罷免を可とする率9.05%で信任。
1963年（昭和38年）6月に定年退官した。
1985年（昭和60年）1月12日に東京・品川の関東逓信病院で脳内出血のため91歳で死去。

## 意見等
1957年（昭和32年）6月19日に窃盗事件の上告審で「控訴審で被告から国選弁護人をつけるよう選任があった際、選任が遅れ控訴趣旨書差出最終日の後に国選弁護人を選任したときは、指定日を振り替える等の適切な方法をとらなければ弁護権の不当な制限にあたる」という趣旨の少数意見を表明した。
苫米地事件（最判昭和35年6月8日）では、いわゆる統治行為論を採用して憲法7条による衆議院解散の違憲審査を回避した多数意見に対し、「法律的判断を為すことが可能であるから、司法審査の対象となるものと解するを相当とする」と意見を述べた（当該解散に違法性はないとして上告棄却とした結論には賛同した）。
奈良県ため池条例事件（最判昭和38年6月26日）では、条例による財産権の制限を認める多数意見に対し、条例による制限は憲法違反とする旨の反対意見を述べた。